# Howard Shore
Howard Leslie Shore (* 18. října 1946, Toronto, Ontario, Kanada) je kanadský hudební skladatel, který složil více než 80 filmových melodií.
Narodil se v židovské rodině. Po úspěšném dokončení střední školy odjel do Bostonu, kde absolvoval školu Berklee School of Music. V letech 1969 až 1972 zde hrál v rockové kapele Lighthouse. Jeho kamarád ho prosadil coby hudebního režiséra a tak Howard režíroval pořad Saturday Night Live. Jeho velkým úspěchem bylo, když složil soundtracky k trilogii Pána prstenů. Je strýcem filmového skladatele Ryana Shora.
Shore je držitel tří Oscarů, tří Zlatých glóbů a čtyř cen Grammy.

## Skladatelská filmografie
| - Hobit: Bitva pěti armád – 2014 - Hobit: Šmakova dračí poušť – 2013 - Cosmopolis – 2012 - Hobit: Neočekávaná cesta – 2012 - Hugo a jeho velký objev – 2011 - Nebezpečná metoda – 2011 - Na hraně temnoty – 2010 - Twilight sága: Zatmění – 2010 - Pochyby – 2008 - Mimzy – 2007 - Východní přísliby – 2007 - Skrytá identita – 2006 - Dějiny násilí – 2005 - Letec – 2004 - Pán prstenů: Návrat krále – 2003 - Gangy New Yorku – 2002 - Pán prstenů: Dvě věže – 2002 - Pavouk – 2002 - Úkryt – 2002 - Kdo s koho – 2001 - Pán prstenů: Společenstvo Prstenu – 2001 - Cela – 2000 - Esther Kahn – 2000 - Všechny moje lásky – 2000 - Dogma – 1999 - eXistenZ – 1999 - Gloria – 1999 - Přeber si to – 1999 - Temná zákoutí – 1999 - Hra – 1997 - Země policajtů – 1997 - Crash – 1996 - Proč kočka není pes? – 1996 - Předtím a potom – 1996 - Striptýz – 1996 - To je náš hit! – 1996 | - Černá klec – 1995 - Sedm – 1995 - Valentino – 1995 - Ed Wood – 1994 - Nebezpečný klient – 1994 - Nejsem blázen – 1994 - Ďáblův advokát – 1993 - M. Butterfly – 1993 - Mrs. Doubtfire – táta v sukni – 1993 - Někdo se dívá – 1993 - Philadelphia – 1993 - Předehra k polibku – 1992 - Spolubydlící – 1992 - Mlčení jehňátek – 1991 - Nahý oběd – 1991 - Polibek před smrtí – 1991 - Lemon Sisters, The – 1990 - Local Stigmatic, The – 1990 - Scales of Justice – 1990 - Ďáblice – 1989 - Nevinný muž – 1989 - Příznaky života – 1989 - Příliš dokonalá podoba – 1988 - Velký – 1988 - Zkus se přestěhovat – 1988 - Nadine – 1987 - Moucha – 1987 - Oheň s ohněm – 1987 - Po zavírací době – 1985 - Nothing Lasts Forever – 1984 - Videodrome – 1983 - Scanners – 1981 - Steve Martin's Best Show Ever – 1981 - Mláďata – 1979 - I Miss You, Hugs and Kisses – 1978 |